# Madison Avenue (gruppo musicale)
I Madison Avenue sono stati un duo musicale australiano, formatosi nel 1999 e composto da Andy Van Dorsselaer e Cheyne Coates.

## Storia
L'album di debutto dei Madison Avenue, intitolato The Polyester Embassy, è stato pubblicato nel 2000 ed ha raggiunto la 4ª posizione della ARIA Albums Chart e la 74ª della Official Albums Chart, venendo certificato disco di platino in madrepatria. È stato anticipato dalla hit Don't Call Me Baby, entrata in numerose classifiche globali ed arrivata al primo posto nel Regno Unito e in Nuova Zelanda, venendo certificata disco d'oro in entrambi i paesi; è inoltre risultata la 7ª canzone più venduta dell'anno in Australia, dove è stata certificata tre volte disco di platino. È stato seguito da Who the Hell Are You, che è diventata la loro prima numero uno in Australia e che ha raggiunto il 10º posto nel Regno Unito, e da Everything You Need e Reminiscing, entrambe arrivate nella top ten in madrepatria e certificate disco d'oro. Agli ARIA Music Awards 2000 hanno trionfato in quattro categorie su otto candidature e l'anno successivo hanno invece vinto un premio agli International Dance Awards. Hanno poi realizzato circa quindici tracce per il secondo disco, che tuttavia non è mai stato pubblicato, e i due si sono sciolti nel 2003 a causa di divergenze creative.

## Discografia

### Album in studio
- 2000 – The Polyester Embassy

### Singoli
- 1999 – Don't Call Me Baby
- 2000 – Who the Hell Are You
- 2000 – Everything You Need
- 2001 – Reminiscing